# Lista atacurilor cu rachete din invazia Rusiei în Ucraina (septembrie 2022)
Acesta este segmentul din septembrie 2022 al listei atacurilor cu rachete executate de toate părțile implicate în invazia Rusiei în Ucraina din 2022. Sunt enumerate doar atacurile certificate în surse de încredere, țintele cărora sunt sau sunt considerate a fi obiective militare sau de infrastructură. Nu sunt enumerate loviturile cu rachete neghidate efectuate de forțele de aviație, artilerie, sisteme de lansare multiplă și sisteme S-300.
Drapelele din coloana „obiectiv lovit” semnifică țara care deținea controlul asupra obiectivului respectiv. Obiectivele lovite nu sunt în mod necesar cele țintite – în unele cazuri, se referă la locul căderii rachetelor care s-au prăbușit în zbor sau au fost distruse de sisteme anti-rachetă.
Pagina principală: Lista atacurilor cu rachete din invazia Rusiei în Ucraina (2022–prezent). Listele pe luni:
- 2022 – ian · feb · mar · apr · mai · iun · iul · aug · sep · oct · noi · dec
- 2023 – ian · feb · mar · apr · mai · iun

## Septembrie 2022
| Atacuri executate de partea ucraineană | Atacuri executate de partea ucraineană | Atacuri executate de partea ucraineană | Atacuri executate de partea ucraineană | Atacuri executate de partea ucraineană                                      | dată                                                             | Atacuri executate de partea rusă | Atacuri executate de partea rusă | Atacuri executate de partea rusă | Atacuri executate de partea rusă                 | Atacuri executate de partea rusă                                          |
| regiune                                | localitate                             | tipul rachetei                         | interceptate                           | obiective lovite                                                            | dată                                                             | regiune                          | localitate                       | tipul rachetei                   | interceptate                                     | obiective lovite victime: uciși \| răniți                                 |
| -------------------------------------- | -------------------------------------- | -------------------------------------- | -------------------------------------- | --------------------------------------------------------------------------- | ---------------------------------------------------------------- | -------------------------------- | -------------------------------- | -------------------------------- | ------------------------------------------------ | ------------------------------------------------------------------------- |
| regiunea Zaporijjea                    | Energodar                              | M31                                    | —                                      | infrastructură militară                                                     | 01.09.2022                                                       | regiunea Odesa                   | regiunea Odesa                   | Oniks⁠(d)                         | 1/1                                              | interceptare de apărarea anti-rachetă a Ucrainei victime: 0 \| 0          |
| regiunea Harkov                        | Izium                                  | —                                      | —                                      | infrastructură militară                                                     | 01.09.2022                                                       | regiunea Odesa                   | regiunea Odesa                   | Oniks⁠(d)                         | 0/1                                              | extravilan                                                                |
| regiunea Herson                        | Oleșkî                                 | —                                      | —                                      | unități de tehnică militară                                                 | 01.09.2022                                                       | regiunea Herson                  | regiunea Herson                  | H-59⁠(d)                          | 1/1                                              | interceptare de apărarea anti-rachetă a Ucrainei victime: 0 \| 0          |
| regiunea Herson                        | Nova Kahovka                           | —                                      | —                                      | unități de tehnică militară                                                 | 01.09.2022                                                       |                                  |                                  |                                  |                                                  |                                                                           |
| regiunea Herson                        | Ciornobaiivka                          | —                                      | —                                      | infrastructură militară                                                     | 01.09.2022                                                       |                                  |                                  |                                  |                                                  |                                                                           |
| regiunea Luhansk                       | Kreminna                               | —                                      | —                                      | infrastructură militară                                                     | 01.09.2022                                                       |                                  |                                  |                                  |                                                  |                                                                           |
| regiunea Zaporijjea                    | Melitopol                              | —                                      | —                                      | infrastructură militară                                                     | 02.09.2022                                                       |                                  |                                  |                                  |                                                  |                                                                           |
| regiunea Zaporijjea                    | Tokmak                                 | —                                      | —                                      | depozit de muniții                                                          | 02.09.2022                                                       |                                  |                                  |                                  |                                                  |                                                                           |
| regiunea Donețk                        | Ciîsteakove                            | —                                      | —                                      | infrastructură militară                                                     | 03.09.2022                                                       | regiunea Dnipropetrovsk          | regiunea Dnipropetrovsk          | Kalibr⁠(d)                        | 5/5                                              | interceptare de apărarea anti-rachetă a Ucrainei victime: 0 \| 0          |
| regiunea Herson                        | Herson                                 | —                                      | —                                      | infrastructură militară                                                     | 03.09.2022                                                       |                                  |                                  |                                  |                                                  |                                                                           |
| regiunea Herson                        | Oleșkî                                 | —                                      | —                                      | depozit de muniții                                                          | 03.09.2022                                                       |                                  |                                  |                                  |                                                  |                                                                           |
| regiunea Harkov                        | Izium                                  | M31                                    | —                                      | infrastructură militară                                                     | 04.09.2022                                                       | regiunea Mîkolaiiv               | regiunea Mîkolaiiv               | H-59⁠(d)                          | 1/1                                              | interceptare de apărarea anti-rachetă a Ucrainei victime: 0 \| 0          |
|                                        |                                        |                                        |                                        |                                                                             | 04.09.2022                                                       | regiunea Dnipropetrovsk          | regiunea Dnipropetrovsk          | Iskander⁠(d)                      | 1/1                                              | interceptare de apărarea anti-rachetă a Ucrainei victime: 0 \| 0          |
| regiunea Harkov                        | regiunea Harkov                        | Oniks⁠(d)                               | 0/12                                   | infrastructură militară și civilă                                           | 04.09.2022                                                       |                                  |                                  |                                  |                                                  |                                                                           |
| regiunea Mîkolaiiv                     | regiunea Mîkolaiiv                     | H-31⁠(d)                                | 0/12                                   | infrastructură militară și civilă                                           | 04.09.2022                                                       |                                  |                                  |                                  |                                                  |                                                                           |
| regiunea Herson                        | Nova Kahovka                           | —                                      | —                                      | infrastructură militară                                                     | 05.09.2022                                                       | regiunea Mîkolaiiv               | Voznesensk                       | Kalibr⁠(d)                        | 0/2                                              | infrastructură civilă victime: 0 \| 2                                     |
| regiunea Herson                        | Dariivka                               | M31                                    | —                                      | unități de tehnică militară                                                 | 05.09.2022                                                       | regiunea Dnipropetrovsk          | raionul Krivoi Rog               | —                                | 0/2                                              | depozit petrolier victime: 1 \| 3                                         |
| regiunea Herson                        | Hola Prîstan                           | M31                                    | —                                      | unități de tehnică militară                                                 | 05.09.2022                                                       | regiunea Mîkolaiiv               | regiunea Mîkolaiiv               | —                                | 2/2                                              | interceptare de apărarea anti-rachetă a Ucrainei victime: 0 \| 0          |
| regiunea Harkov                        | Izium                                  | M31                                    | —                                      | infrastructură militară                                                     | 06.09.2022                                                       | regiunea Dnipropetrovsk          | Krivoi Rog                       | H-101⁠(d)                         | 0/1                                              | depozit petrolier                                                         |
| regiunea Herson                        | Hola Prîstan                           | —                                      | —                                      | infrastructură militară                                                     | 06.09.2022                                                       | regiunea Mîkolaiiv               | regiunea Mîkolaiiv               | H-101⁠(d)                         | 5/5                                              | interceptare de apărarea anti-rachetă a Ucrainei victime: 0 \| 0          |
| regiunea Herson                        | Herson                                 | —                                      | —                                      | infrastructură militară                                                     | 06.09.2022                                                       | sudul și estul Ucrainei          | sudul și estul Ucrainei          | H-101⁠(d)                         | 5/5                                              | interceptare de apărarea anti-rachetă a Ucrainei victime: 0 \| 0          |
| regiunea Zaporijjea                    | Vasîlivka                              | M31                                    | —                                      | complex de război electronic⁠(d)                                             | 07.09.2022                                                       | regiunea Harkov                  | Harkov                           | —                                | 0/3                                              | infrastructură industrială                                                |
|                                        |                                        |                                        |                                        |                                                                             | 07.09.2022                                                       | regiunea Harkov                  | Zmiev                            | —                                | 0/3                                              | infrastructură industrială                                                |
| regiunea Herson                        | Nova Kahovka                           | —                                      | —                                      | infrastructură militară                                                     | 08.09.2022                                                       | regiunea Dnipropetrovsk          | Krivoi Rog                       | —                                | 1/1                                              | interceptare de apărarea anti-rachetă a Ucrainei victime: 0 \| 0          |
| regiunea Zaporijjea                    | Tokmak                                 | —                                      | —                                      | depozit de muniții                                                          | 08.09.2022                                                       | regiunea Belgorod                | Belgorod                         | —                                | —                                                | stație electrică (lovire accidentală)                                     |
|                                        |                                        |                                        |                                        |                                                                             | 09.09.2022                                                       | regiunea Mîkolaiiv               | raionul Voznesensk               | H-31⁠(d)                          | 0/1                                              | câmpie                                                                    |
| regiunea Donețk                        | Vuhledar                               | H-59⁠(d)                                | 0/1                                    | câmpie                                                                      | 09.09.2022                                                       |                                  |                                  |                                  |                                                  |                                                                           |
| regiunea Donețk                        | Slaviansk                              | —                                      | —                                      | infrastructură industrială                                                  | 09.09.2022                                                       |                                  |                                  |                                  |                                                  |                                                                           |
| regiunea Harkov                        | Ciuguev                                | —                                      | —                                      | infrastructură civilă                                                       | 09.09.2022                                                       |                                  |                                  |                                  |                                                  |                                                                           |
| regiunea Harkov                        | Harkov                                 | —                                      | —                                      | infrastructură civilă                                                       | 09.09.2022                                                       |                                  |                                  |                                  |                                                  |                                                                           |
| regiunea Harkov                        | Velîkîi Burluk⁠(d)                      | M31                                    | —                                      | infrastructură militară                                                     | 10.09.2022                                                       | regiunea Dnipropetrovsk          | raionul Dnipro                   | —                                | 0/1                                              | infrastructură industrială victime: 0 \| 0                                |
| regiunea Harkov                        | raionul Kupeansk                       | M31                                    | —                                      | unități de tehnică militară                                                 | 10.09.2022                                                       | regiunea Dnipropetrovsk          | Dnipro                           | —                                | 1/1                                              | interceptare de apărarea anti-rachetă a Ucrainei victime: 0 \| 0          |
| regiunea Harkov                        | regiunea Harkov                        | M31                                    | —                                      | infrastructură militară                                                     | 10.09.2022                                                       | regiunea Donețk                  | Pokrovsk                         | Iskander⁠(d)                      | 0/5                                              | infrastructură feroviară și civilă victime: 4 \| 6                        |
|                                        |                                        |                                        |                                        |                                                                             | 10.09.2022                                                       | regiunea Donețk                  | Pokrovsk                         | Iskander⁠(d)                      | 0/5                                              | infrastructură feroviară și civilă victime: 4 \| 6                        |
| regiunea Zaporijjea                    | Melitopol                              | —                                      | 0/4                                    | neidentificat                                                               | 11.09.2022                                                       | regiunea Dnipropetrovsk          | regiunea Dnipropetrovsk          | H-101⁠(d)                         | 5/5                                              | interceptare de apărarea anti-rachetă a Ucrainei victime: 0 \| 0          |
| regiunea Herson                        | Kahovka                                | —                                      | —                                      | depozit de muniții                                                          | 11.09.2022                                                       | regiunea Dnipropetrovsk          | regiunea Dnipropetrovsk          | Kalibr⁠(d)                        | 2/2                                              | interceptare de apărarea anti-rachetă a Ucrainei victime: 0 \| 0          |
|                                        |                                        |                                        |                                        |                                                                             | 11.09.2022                                                       | regiunea Poltava                 | regiunea Poltava                 | Kalibr⁠(d)/H-101⁠(d)               | 2/2                                              | interceptare de apărarea anti-rachetă a Ucrainei victime: 0 \| 0          |
| regiunea Harkov                        | regiunea Harkov                        | Kalibr⁠(d)/H-101⁠(d)                     | 0/3                                    | centrală termoelectrică și alte obiective de infrastructură victime: 4 \| 3 | 11.09.2022                                                       |                                  |                                  |                                  |                                                  |                                                                           |
| regiunea Dnipropetrovsk                | Dnipro                                 | —                                      | 0/1                                    | infrastructură civilă victime: 0 \| 3                                       | 11.09.2022                                                       |                                  |                                  |                                  |                                                  |                                                                           |
| regiunea Mîkolaiiv                     | raionul Voznesensk                     | —                                      | 2/2                                    | interceptare de apărarea anti-rachetă a Ucrainei victime: 0 \| 0            | 11.09.2022                                                       |                                  |                                  |                                  |                                                  |                                                                           |
| regiunea Mîkolaiiv                     | Voznesensk                             | —                                      | 0/1                                    | infrastructură industrială victime: 0 \| 4                                  | 11.09.2022                                                       |                                  |                                  |                                  |                                                  |                                                                           |
| regiunea Herson                        | Herson                                 | —                                      | —                                      | infrastructură militară                                                     | 12.09.2022                                                       | regiunea Zaporijjea              | Zaporijjea                       | —                                | —                                                | infrastructură civilă victime: 0 \| 0                                     |
| regiunea Rostov                        | Taganrog                               | —                                      | —                                      | neidentificat                                                               | 12.09.2022                                                       |                                  |                                  |                                  |                                                  |                                                                           |
| regiunea Herson                        | Herson                                 | —                                      | —                                      | depozit de muniții                                                          | 12.09.2022                                                       |                                  |                                  |                                  |                                                  |                                                                           |
| regiunea Herson                        | Herson                                 | —                                      | —                                      | pod                                                                         | 12.09.2022                                                       |                                  |                                  |                                  |                                                  |                                                                           |
| regiunea Zaporijjea                    | Melitopol                              | —                                      | —                                      | infrastructură militară                                                     | 13.09.2022                                                       |                                  |                                  |                                  |                                                  |                                                                           |
| regiunea Herson                        | Nova Kahovka                           | —                                      | —                                      | infrastructură militară                                                     | 13.09.2022                                                       |                                  |                                  |                                  |                                                  |                                                                           |
| regiunea Herson                        | Herson                                 | —                                      | —                                      | infrastructură militară                                                     | 13.09.2022                                                       |                                  |                                  |                                  |                                                  |                                                                           |
| regiunea Herson                        | Herson                                 | —                                      | —                                      | neidentificat                                                               | 14.09.2022                                                       | ținutul Stavropol                | ținutul Stavropol                | Kinjal⁠(d)                        | 0/1                                              | s-a prăbușit pe teritoriul Rusiei victime: 0 \| 6                         |
|                                        |                                        |                                        |                                        |                                                                             | 14.09.2022                                                       | regiunea Zaporijjea              | Zaporijjea                       | —                                | 0/2                                              | neidentificat victime: 0 \| 0                                             |
| regiunea Dnipropetrovsk                | Krivoi Rog                             | H-101⁠(d)                               | 0/8                                    | instalații hidrotehnice victime: 0 \| 0                                     | 14.09.2022                                                       |                                  |                                  |                                  |                                                  |                                                                           |
| regiunea Dnipropetrovsk                | regiunea Herson                        | Nova Kahovka                           | —                                      | —                                                                           | infrastructură militară                                          | 15.09.2022                       | Krivoi Rog                       | H-101⁠(d)                         | 0/2                                              | instalații hidrotehnice victime: 0 \| 0                                   |
| regiunea Dnipropetrovsk                | regiunea Donețk                        | Mospîne                                | —                                      | —                                                                           | depozit de muniții                                               | 15.09.2022                       | Krivoi Rog                       | —                                | 0/1                                              | infrastructură industrială victime: 0 \| 0                                |
| regiunea Zaporijjea                    | Melitopol                              | —                                      | —                                      | infrastructură militară                                                     | regiunea Kirovohrad                                              | 15.09.2022                       | Petrove                          | —                                | 0/1                                              | obiect de infrastructură                                                  |
|                                        |                                        |                                        |                                        |                                                                             | regiunea Kirovohrad                                              | regiunea Kirovohrad              | —                                | 1/1                              | interceptare de apărarea anti-rachetă a Ucrainei |                                                                           |
| regiunea Zaporijjea                    | Melitopol                              | —                                      | —                                      | infrastructură militară                                                     | 16.09.2022                                                       | regiunea Dnipropetrovsk          | Krivoi Rog                       | —                                | —                                                | instalații hidrotehnice victime: 0 \| 0                                   |
| regiunea Belgorod                      | regiunea Belgorod                      | Tocika⁠(d)                              | —                                      | stație electrică                                                            | 16.09.2022                                                       | regiunea Dnipropetrovsk          | regiunea Dnipropetrovsk          | Iskander-K⁠(d)                    | 3/3                                              | interceptare de apărarea anti-rachetă a Ucrainei victime: 0 \| 0          |
| regiunea Luhansk                       | Lugansk                                | —                                      | —                                      | organe de conducere ilegale                                                 | 16.09.2022                                                       |                                  |                                  |                                  |                                                  |                                                                           |
| regiunea Herson                        | Herson                                 | —                                      | —                                      | organe de conducere ilegale                                                 | 16.09.2022                                                       |                                  |                                  |                                  |                                                  |                                                                           |
| regiunea Herson                        | Herson                                 | —                                      | 0/4                                    | infrastructură militară                                                     | 17.09.2022                                                       | regiunea Zaporijjea              | Tavriiske                        | —                                | 0/4                                              | infrastructură civilă victime: 0 \| 0                                     |
| regiunea Luhansk                       | Krînîcine                              | —                                      | —                                      | depozit de muniții                                                          | 17.09.2022                                                       | regiunea Harkov                  | Harkov                           | —                                | 0/2                                              | infrastructură industrială victime: 0 \| 0                                |
| regiunea Donețk                        | Donețk                                 | —                                      | 0/4                                    | organe de conducere ilegale                                                 | 17.09.2022                                                       |                                  |                                  |                                  |                                                  |                                                                           |
| regiunea Herson                        | Herson                                 | —                                      | 0/6                                    | infrastructură militară                                                     | 18.09.2022                                                       | regiunea Donețk                  | Kramatorsk                       | —                                | —                                                | infrastructură civilă victime: 0 \| 0                                     |
| regiunea Luhansk                       | Novoaidar                              | —                                      | —                                      | infrastructură militară                                                     | 18.09.2022                                                       |                                  |                                  |                                  |                                                  |                                                                           |
| regiunea Luhansk                       | Svatove                                | M31                                    | —                                      | infrastructură militară                                                     | 18.09.2022                                                       |                                  |                                  |                                  |                                                  |                                                                           |
| regiunea Luhansk                       | Kadiivka                               | M31                                    | —                                      | infrastructură militară                                                     | 19.09.2022                                                       | regiunea Zaporijjea              | Zaporijjea                       | —                                | 0/8                                              | infrastructură critică victime: 0 \| 0                                    |
| regiunea Donețk                        | Dokuceaievsk                           | —                                      | —                                      | depozit de muniții                                                          | 19.09.2022                                                       | regiunea Zaporijjea              | Zaporijjea                       | —                                | —                                                | stație electrică victime: 0 \| 0                                          |
|                                        |                                        |                                        |                                        |                                                                             | 19.09.2022                                                       | regiunea Mîkolaiiv               | Iujnoukraiinsk                   | —                                | 0/1                                              | teritoriu în preajma Centralei nucleare Ucraina de Sud⁠(d) victime: 0 \| 0 |
| regiunea Luhansk                       | Alcevsk                                | M31                                    | 0/4                                    | infrastructură militară                                                     | 20.09.2022                                                       | regiunea Harkov                  | raionul Ciuhuiv                  | —                                | 0/2                                              | obiect de infrastructură victime: 0 \| 0                                  |
| regiunea Herson                        | Nova Kahovka                           | —                                      | —                                      | infrastructură militară                                                     | 20.09.2022                                                       |                                  |                                  |                                  |                                                  |                                                                           |
| regiunea Donețk                        | Makiivka                               | —                                      | —                                      | neidentificat                                                               | 21.09.2022                                                       | regiunea Harkov                  | Harkov                           | —                                | 0/4                                              | infrastructură civilă victime: 0 \| 1                                     |
| regiunea Herson                        | Herson                                 | —                                      | —                                      | infrastructură militară                                                     | 21.09.2022                                                       | regiunea Donețk                  | Kurahove                         | —                                | —                                                | infrastructură civilă victime: 0 \| 12                                    |
| regiunea Herson                        | Herson                                 | —                                      | —                                      | pod                                                                         | 21.09.2022                                                       | regiunea Harkov                  | raionul Ciuhuiv                  | —                                | 0/2                                              | obiect de infrastructură victime: 0 \| 0                                  |
| regiunea Herson                        | Nova Kahovka                           | —                                      | 0/1                                    | neidentificat                                                               | 21.09.2022                                                       | regiunea Zaporijjea              | Zaporijjea                       | —                                | —                                                | obiect de infrastructură victime: 0 \| 0                                  |
| regiunea Luhansk                       | Novoaidar                              | —                                      | —                                      | infrastructură militară                                                     | 21.09.2022                                                       |                                  |                                  |                                  |                                                  |                                                                           |
| regiunea Zaporijjea                    | Komîș-Zorea                            | —                                      | —                                      | infrastructură militară                                                     | 21.09.2022                                                       |                                  |                                  |                                  |                                                  |                                                                           |
| regiunea Harkov                        | regiunea Harkov                        | M31                                    | —                                      | depozit de muniții și unități de tehnică militară                           | 22.09.2022                                                       | regiunea Zaporijjea              | Zaporijjea                       | —                                | 0/10                                             | infrastructură civilă victime: 0 \| 0                                     |
| regiunea Donețk                        | Iasînuvata                             | —                                      | —                                      | eșalon de tehnică militară                                                  | 22.09.2022                                                       | regiunea Zaporijjea              | Zaporijjea                       | —                                | 0/5                                              | infrastructură civilă victime: 0 \| 3                                     |
| regiunea Herson                        | Tavriisk                               | —                                      | —                                      | infrastructură militară                                                     | 22.09.2022                                                       | regiunea Donețk                  | Slaviansk                        | —                                | —                                                | infrastructură civilă victime: 0 \| 0                                     |
|                                        |                                        |                                        |                                        |                                                                             | 23.09.2022                                                       | regiunea Mîkolaiiv               | Nicolaev                         | —                                | —                                                | infrastructură civilă victime: 0 \| 3                                     |
| 24.09.2022                             | Oceac                                  | H-31⁠(d)                                | 0/2                                    | port victime: 0 \| 0                                                        |                                                                  | regiunea Mîkolaiiv               |                                  |                                  |                                                  |                                                                           |
| 24.09.2022                             | regiunea Zaporijjea                    | regiunea Zaporijjea                    | —                                      | 1/1                                                                         | interceptare de apărarea anti-rachetă a Ucrainei victime: 0 \| 0 |                                  |                                  |                                  |                                                  |                                                                           |
| 24.09.2022                             | regiunea Zaporijjea                    | Zaporijjea                             | —                                      | —                                                                           | infrastructură civilă victime: 1 \| 7                            |                                  |                                  |                                  |                                                  |                                                                           |
| regiunea Herson                        | Herson                                 | —                                      | —                                      | infrastructură militară                                                     | 25.09.2022                                                       | regiunea Zaporijjea              | Zaporijjea                       | —                                | 0/10                                             | infrastructură civilă                                                     |
| regiunea Herson                        | Herson                                 | —                                      | —                                      | pod                                                                         | 25.09.2022                                                       |                                  |                                  |                                  |                                                  |                                                                           |
| regiunea Herson                        | Ciulakivka                             | —                                      | —                                      | infrastructură militară                                                     | 25.09.2022                                                       |                                  |                                  |                                  |                                                  |                                                                           |
| regiunea Luhansk                       | regiunea Luhansk                       | —                                      | —                                      | infrastructură militară                                                     | 25.09.2022                                                       |                                  |                                  |                                  |                                                  |                                                                           |
| regiunea Luhansk                       | Alcevsk                                | —                                      | —                                      | depozit de muniții                                                          | 25.09.2022                                                       |                                  |                                  |                                  |                                                  |                                                                           |
| regiunea Herson                        | Herson                                 | —                                      | —                                      | infrastructură militară                                                     | 26.09.2022                                                       | regiunea Zaporijjea              | regiunea Zaporijjea              | —                                | —                                                | infrastructură civilă victime: 0 \| 0                                     |
| regiunea Luhansk                       | Starobilsk                             | —                                      | —                                      | obiective de comunicație                                                    | 26.09.2022                                                       | regiunea Dnipropetrovsk          | Krivoi Rog                       | H-59⁠(d)                          | 0/1                                              | Aeroportul Internațional Krivoi Rog victime: 0 \| 0                       |
|                                        |                                        |                                        |                                        |                                                                             | 26.09.2022                                                       | regiunea Harkov                  | Pervomaiski                      | Iskander-M⁠(d)                    | 0/1                                              | infrastructură civilă victime: 4 \| 0                                     |
| regiunea Donețk                        | Kramatorsk                             | —                                      | —                                      | infrastructură civilă                                                       | 26.09.2022                                                       |                                  |                                  |                                  |                                                  |                                                                           |
| regiunea Donețk                        | Slaviansk                              | —                                      | —                                      | infrastructură civilă                                                       | 26.09.2022                                                       |                                  |                                  |                                  |                                                  |                                                                           |
| 27.09.2022                             | regiunea Odesa                         | regiunea Odesa                         | H-59⁠(d)                                | 2/2                                                                         | infrastructură civilă victime: 0 \| 0                            |                                  |                                  |                                  |                                                  |                                                                           |
| 27.09.2022                             | regiunea Harkov                        | Harkov                                 | —                                      | —                                                                           | obiect de infrastructură                                         |                                  |                                  |                                  |                                                  |                                                                           |
| regiunea Herson                        | Oleșkî                                 | —                                      | —                                      | infrastructură militară                                                     | 28.09.2022                                                       | regiunea Dnipropetrovsk          | Krivoi Rog                       | H-59⁠(d)                          | 0/1                                              | infrastructură civilă victime: 0 \| 0                                     |
| regiunea Herson                        | Herson                                 | —                                      | —                                      | infrastructură militară                                                     | 28.09.2022                                                       | regiunea Dnipropetrovsk          | regiunea Dnipropetrovsk          | H-59⁠(d)                          | 4/4                                              | interceptare de apărarea anti-rachetă a Ucrainei victime: 0 \| 0          |
| regiunea Donețk                        | Makiivka                               | M31                                    | —                                      | unități de tehnică militară                                                 | 28.09.2022                                                       | regiunea Odesa                   | regiunea Odesa                   | H-59⁠(d)                          | 2/2                                              | interceptare de apărarea anti-rachetă a Ucrainei victime: 0 \| 0          |
| regiunea Herson                        | regiunea Herson                        | —                                      | —                                      | conductă de gaz                                                             | 29.09.2022                                                       | regiunea Mîkolaiiv               | Nicolaev                         | —                                | —                                                | stație de așteptare a transportului public victime: 3 \| 12               |
|                                        |                                        |                                        |                                        |                                                                             | 29.09.2022                                                       | regiunea Dnipropetrovsk          | Dnipro                           | H-22⁠(d)                          | —                                                | infrastructură civilă                                                     |
| Dnipro                                 | Iskander⁠(d)                            | —                                      | regia transport public victime: 3 \| 5 |                                                                             | 29.09.2022                                                       | regiunea Dnipropetrovsk          |                                  |                                  |                                                  |                                                                           |
| regiunea Herson                        | Herson                                 | —                                      | —                                      | organe de conducere ilegale                                                 | 30.09.2022                                                       |                                  |                                  |                                  |                                                  |                                                                           |
| regiunea Luhansk                       | Bahmutivka                             | —                                      | —                                      | infrastructură militară                                                     | 30.09.2022                                                       |                                  |                                  |                                  |                                                  |                                                                           |
| regiunea Zaporijjea                    | Tokmak                                 | —                                      | —                                      | infrastructură militară                                                     | 30.09.2022                                                       |                                  |                                  |                                  |                                                  |                                                                           |
| dată necunoscută                       |                                        |                                        |                                        |                                                                             |                                                                  |                                  |                                  |                                  |                                                  |                                                                           |
| regiunea Harkov                        | Kîslivka⁠(d)                            | M31                                    | —                                      | unități de tehnică militară                                                 | sep 2022                                                         |                                  |                                  |                                  |                                                  |                                                                           |
| regiunea Herson                        | regiunea Herson                        | AGM-88 HARM⁠(d)                         | —                                      | unități de tehnică militară                                                 | sep 2022                                                         |                                  |                                  |                                  |                                                  |                                                                           |